# Шарнірна черепаха юньнанська
Шарнірна черепаха юньнанська (Cuora yunnanensis) — вид черепах з роду Шарнірна черепаха родини Азійські прісноводні черепахи.

## Опис
Загальна довжина карапаксу сягає 14 см. Спостерігається статевий диморфізм: самиці більші за самців. Голова невелика. Панцир сильно опуклий. Карапакс з'єднано з пластроном еластичною зв'язкою. На цьому присутній один сильно виражений спинний кіль та ще 2 слабко виражених з боків. Пластрон складається з 2-х частин, з'єднаних шарнірною зв'язкою. Проте вона не добре розвинена, тому панцир не повністю зачиняється.
Забарвлення шкіри та панцира коливається від оливкового до коричневого кольорів, зустрічаються жовтуваті особини. На кінцівках та хвості присутні помаранчеві смуги.

## Спосіб життя
Полюбляє річки та струмки у гірській місцині. зустрічається на висоті до 1800 м над рівнем моря. харчується рибою, равликами, безхребетними.
Самиця у липні відкладає 1—2 білих яйця. За сезон буває до 2 кладок. Інкубація триває 2 місяці.

## Розповсюдження
Мешкає в областях Юньнань-фу й Тончуань-фу провінції Юньнань (Китай).